# 鶴田眞利子
鶴田 眞利子（TSURUTA Mariko　つるた まりこ　1962年1月5日 - ）は、熊本県出身 東京都在住。動物・テディベア作家。その他、河童・土偶・ぬいぐるみ(くまモンver.)、パット・ドゥ・ヴェール制作。コロナ禍、つまみ細工を修得。英国メリーソート、ディズニーとコラボレーション実績有り。時々、パリの街角動物の撮影と研究、干支教室主催。作品は、日本とパリで販売。
作品常設
　　　　　　　　　　　　　　　　　　　　　　　　　　　　　　　　　　　　　　　　　　　　　　　　　　　　　　　　　　　Dear Bear 目黒店　Librairie Jousseaume(Paris)　ジュンク堂パリ
喜ぶ顔は創作の母。鶴田制作の　小さな土佐紬ベアを手にしたある少女の笑顔が忘れられなくて、使命感を持って、1995年から本格的にテディベアを作り始める。作品は全て一点もの。素材との一期一会で、いろんなタイプの作品をつくっている。
2012年、イルドフランス手工芸者・職人組合が主催する「カルーゼル技術工芸・創作見本市2012」でフランスの見本市デビュー。2012年、白水社『ふらんす8月号』にエッセイ執筆。2015年、フィギアの殿堂 海洋堂主催の第4回四万十川カッパ造形大賞で審査員特別賞「ちばてつや賞」を受賞、その他受賞歴多数。2022年、Japan Expo Paris に出展。
著書に、『鶴田眞利子とクマたちのフランスそぞろ旅　Le coin des nounours』（マリア書房 2007年）、10年の撮影調査を得て『Les animaux au coin des rues de Paris ～パリの街角動物～』(2017年)を出版。
http://marikobear.la.coocan.jp/

## 来歴
1984年　跡見学園女子大学 美学美術史学科卒 学芸員の資格を取得　
　　　　 卒業後は、地元熊本の放送局RKKラジオでミミーキャスター(11期生)を勤める  結婚を期に退社

1995年　本格的にテディベアを作り始める　以後、日独仏のイベントに出展
2003年　日本とパリで手作り教室を開講　現在も継続中
2012年　白水社『ふらんす8月号』にエッセイを執筆　　　　　　　　　　　　　　　　　　　　　　　　　　　　　　　　　　　　　　　　　　　　　　　　　
　　　　 Carrousel des Métiers d'Art et de Création
2015年　フィギアの殿堂 海洋堂主催の第4回四万十川カッパ造形大賞で審査員特別賞「ちばてつや賞」を受賞
2018年　Salon Créations & Savoir-Faire - Marie Claire Idée
2019年　Salon Créations & savoir-faire et Aiguille en Fête
2022年　Japan Expo Paris 
　　　　 Salon Créations & Savoir-Faire - Marie Claire Idée
2023年  Salon Art Shopping Paris
2024年　アートパズル展 in パリ 工芸部門 芸術大賞受賞
　　　　 日本橋三越英国展 出展

## 著書
- 写真集『鶴田眞利子とクマたちのフランスそぞろ旅』(2007年)
- 『パリの街角動物 Les animaux au coin des rues de Paris』(2017年)
- ARTBOX Vol.31「ハンドメイド・クリエイターズファイルⅣ」（2023年）掲載